# Landa (Dakota del Norte)
Landa es una ciudad ubicada en el condado de Bottineau en el estado estadounidense de Dakota del Norte. En el censo de 2010 tenía una población de 38 habitantes y una densidad poblacional de 193,05 personas por km².

## Geografía
Landa se encuentra ubicada en las coordenadas 48°53′45″N 100°54′43″O / 48.89583, -100.91194. Según la Oficina del Censo de los Estados Unidos, Landa tiene una superficie total de 0.2 km², de la cual 0.2 km² corresponden a tierra firme y (0%) 0 km² es agua.

## Demografía
Según el censo de 2010, había 38 personas residiendo en Landa. La densidad de población era de 193,05 hab./km². De los 38 habitantes, Landa estaba compuesto por el 100% blancos, el 0% eran afroamericanos, el 0% eran amerindios, el 0% eran asiáticos, el 0% eran isleños del Pacífico, el 0% eran de otras razas y el 0% pertenecían a dos o más razas. Del total de la población el 0% eran hispanos o latinos de cualquier raza.